# Visible Infrared Imaging Radiometer Suite

Vue de la Terre, de nuit, mettant en évidence les Hot-spots de pollution lumineuse (imagée par VIIRS)

La « suite de radiomètres pour imageurs dans l'infrarouge et le visible » (en anglais : Visible Infrared Imaging Radiometer Suite, VIIRS) est un système de capteur conçu et fabriqué par la société Raytheon. Elle est embarquée à bord des satellites météorologiques Suomi NPP et NOAA-20. VIIRS est l'un des cinq instruments clés emportés à bord du satellite Suomi NPP, lancé le 28 octobre 2011. VIIRS est radiomètre à balayage  qui collecte des images et des mesures radiométriques de la terre, de l'atmosphère, de la cryosphère et de l'océan mondial dans toutes les bandes du visible et de l'infrarouge du spectre électromagnétique. C'est l'un des outils les plus utilisés pour cartographier à grande échelle la pollution lumineuse.

## Usagers

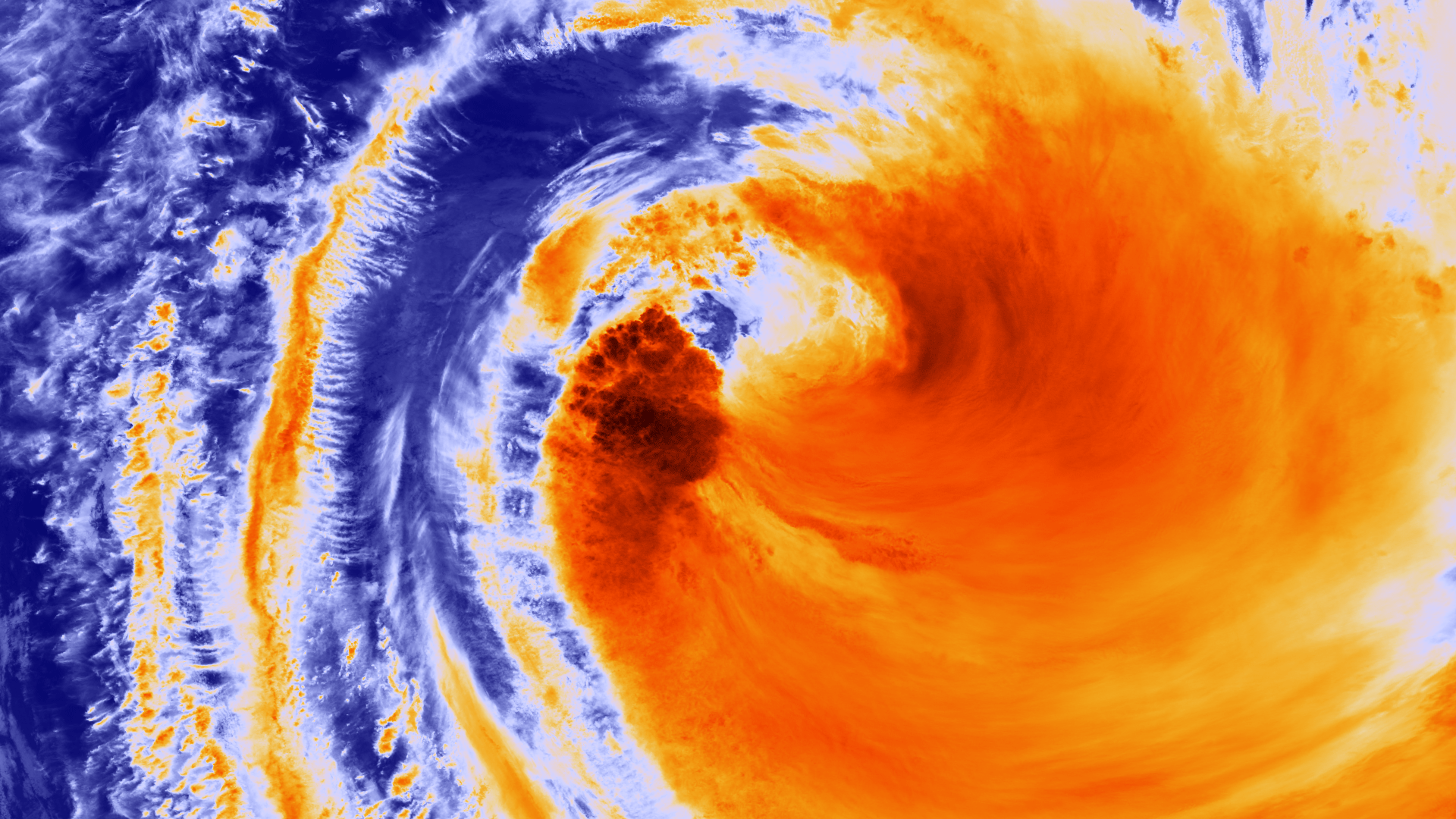
Image infrarouge réalisée à partir de l'instrument de la suite de radiomètres infrarouges visibles (VIIRS) à bord du satellite NOAA / NASA Suomi NPP (couleurs renforcées) du cyclone tropical Cook, dans le Pacifique Sud (à le 11 avril 2017)

VIIRS est capable de générer deux flux de traitement de données donnant lieu à deux ensembles différents de résultats :
- L'un est produit par la NOAA et il fournit des données opérationnelles au National Weather Service. Ces données sont connues sous le nom EDRs (sigle de l'anglais : Environmental data records) ;
- L'autre flux provient de la NASA ; il vise à contribuer à la communauté scientifique au sens large. Ces données-là sont dites ESDRs (sigle de l'anglais : Earth Systeme Data Records)[5].

Les principaux usages du VIIRS incluent la surveillance et l'étude des changements et des propriétés de la végétation de surface, de la couverture terrestre / de l'utilisation des sols, du cycle hydrologique et du bilan énergétique de la Terre à l'échelle régionale et mondiale. La combinaison des trois sources de données que sont MODIS, AVHRR et VIIRS permettra d'évaluer l’impact du changement climatique sur la surface de la Terre depuis le début des années 1990.

## Vue d'ensemble de la mission

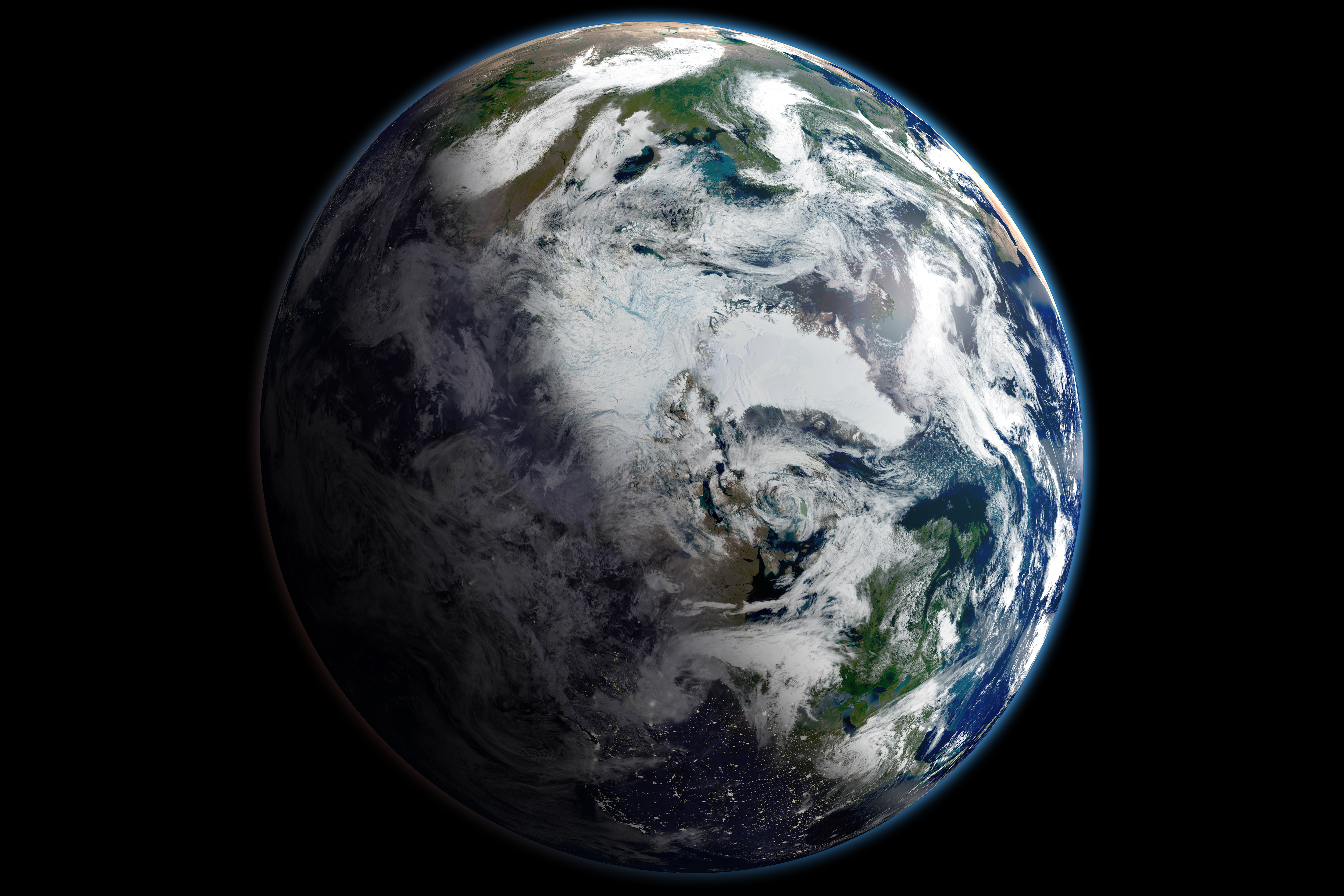
Vue de l'Arctique (imagée par le VIIRS)

Le VIIRS a été lancé à bord du satellite Suomi par une fusée Delta II d'United Launch Alliance depuis la base aérienne de Vandenberg à 5 h 48 HAE le 28 octobre 2011. VIIRS a été conçu pour développer les données collectées par les capteurs vieillissants MODIS et AVHRR en collectant des mesures radiométriques de la Terre dans les spectres visible et infrarouge. Ces données sont utilisées pour fournir des informations sur les propriétés et la dynamique de différents phénomènes géophysiques, notamment les propriétés des aérosols et des nuages, les températures de la surface de la mer, des terres et des glaces, les mouvements de la glace, les incendies et l’albédo de la Terre.
Les principaux objectifs de VIIR incluent la surveillance et l'investigation des changements et des propriétés de la végétation, de la couverture végétale et de l'occupation du sol, du cycle hydrologique et du bilan énergétique de la Terre aux échelles mondiales à régionales ; informations nécessaires à l'approfondissement de notre compréhension du changement climatique mondial. La combinaison des ensembles de données MODIS, AVHRR et VIIRS permettra une évaluation complète de la manière dont le réchauffement climatique global a affecté la surface des terres depuis 1992 environ,.
Les données acquises depuis 2012 par cet outil sont utilisées pour surveiller l'évolution de la pollution lumineuse par le projet Web Radiance Light Trends, une application Internet de mesure des tendances en termes de luminosité ambiante nocturne radiante vers l'espace, conçu par Christopher Kyba dans le cadre du programme Horizon 2020 de l'Union européenne. Les données antérieurs (pour la période 1992-2013) proviennent des satellites du système de lignes météorologiques du programme de satellites de défense . Depuis 2019, à partir d'une base de données mise à jour en permanence, l'outil permet de sélectionner des points ou des secteurs (jusqu’à 5 000 km2 par secteur) n'importe où sur la planète, et de très rapidement calculer un graphique de variation temporelle de la luminosité nocturne, et ce pour n’importe quelle période située dans les 25 années précédentes. Les cartes faites à partir du capteur de radiance n'ont pas la précision de ceux qui permettent les meilleures photos aériennes à basse ou moyenne altitude, mais l'outil couvre la planète sur 25 ans. Ce capteur peut néanmoins « distinguer » par exemple les grandes serres éclairées toute la nuit, ou un groupe d'une douzaine de lampadaires. Les données sont téléchargeables et l'auteur envisage de publier le code source du logiciel (créé par le projet GEOEssential) car pouvant faire des analyses tendancielles sur d'autres types de donnée environnementale (température, surface de glace polaires, enneigement, blooms planctoniques, etc.). 
On[Qui ?] a ainsi montré que début 2019 près de 80 % de la planète était touchée par la pollution lumineuse. L'auteur du projet rappelle que la lumière nocturne reste une donnée environnementale complexe (un même environnement peut devenir in situ plus lumineux sans que le satellite ne le détecte (son capteur est lointain et il ne reçoit que les photons directement émis vers lui, et uniquement s'ils ont traversé la colonne d'air plus ou moins pur ou nuageux ; dans les zones polaires, il est en outre perturbé par les aurores boréales).

## Caractéristiques

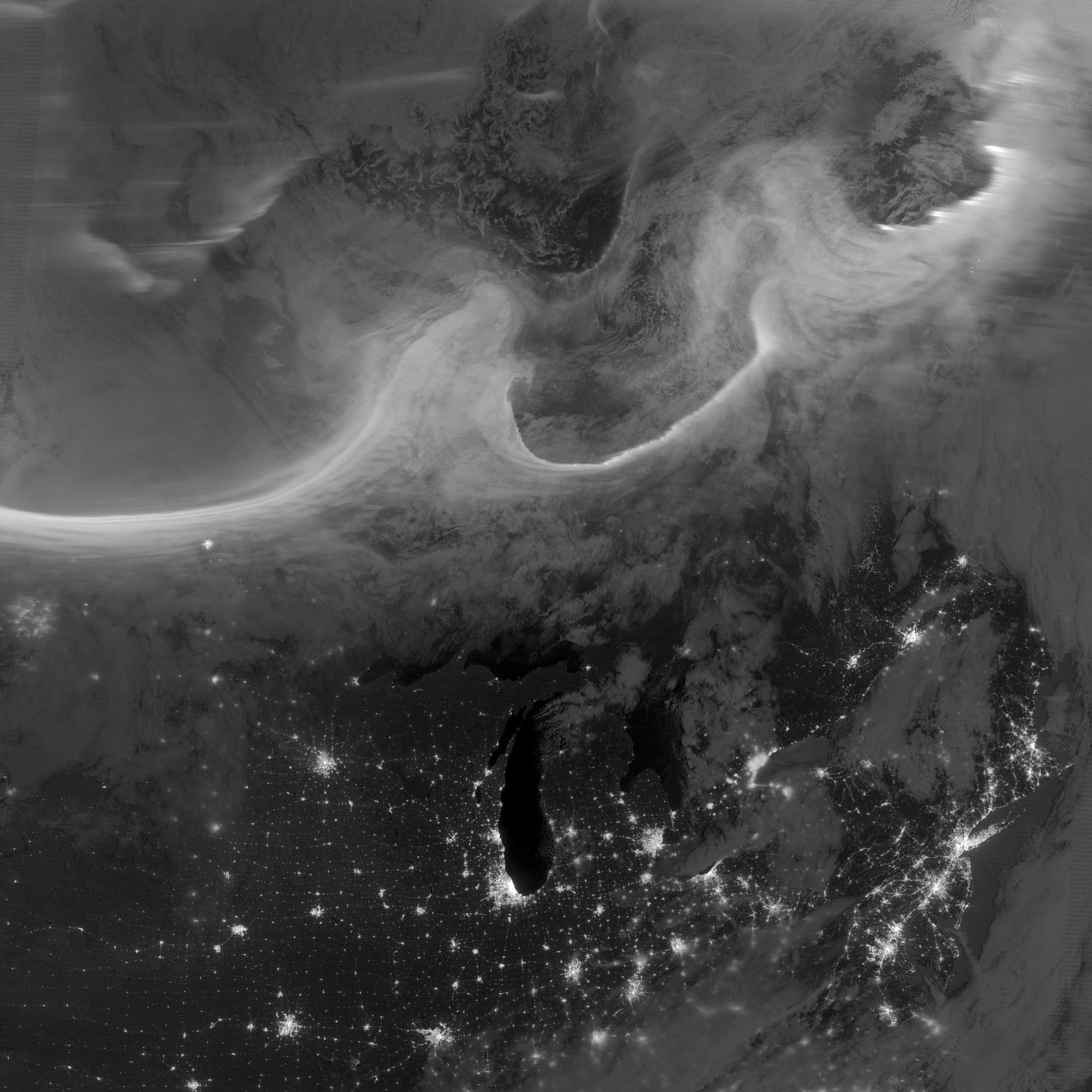
Aurore boréale au-dessus du nord de l'Amérique (imagée par le VIIRS)

Cycle annuel/saisonnier de l'enneigement et de la végétation : sur la terre ferme, la végétation apparaît sur une échelle allant du brun (végétation faible ou basse) au vert foncé (végétation dense) ; à la surface de l’océan, la densité en phytoplancton figure sur une échelle allant du violet (faible) au jaune (élevée). Neiges et glaces figurent en blanc. Cette visualisation a été faite grâce à des données provenant de plusieurs satellites, dont SeaWiFS, et d'instruments embarqués tels que la suite de radiomètres infrarouges et visibles NASA/NOAA.

VIIRS a une largeur de bande de 3 060 km à l'altitude moyenne du satellite (829 km). Cette largeur de bande permet de couvrir complètement la Terre chaque jour. L'instrument VIIRS collecte des données dans 22 bandes spectrales différentes du spectre électromagnétique, dans les longueurs d'onde comprises entre 0,412 µm et 12,01 µm. La résolution spatiale du capteur dépend de la bande du spectre électromagnétique. Sur les 22 bandes spectrales différentes du capteur, 16 sont des bandes à résolution modérée (bandes M) ayant une résolution spatiale de 750 m au Nadir. Les six autres bandes sont constituées de cinq bandes de résolution d’imagerie (bandes I), d’une résolution spatiale de 375 m au nadir, et d’une bande panchromatique jour/nuit d’une résolution spatiale de 750 m. Les optiques d'imagerie VIIRS incluent un objectif ouvrant à 19,1 cm, et dont la distance focale est 114 cm. La puissance orbitale moyenne de l'instrument est de 200 watts. Au total, il pèse 275 kg,.
| Numéro de bande | Gamme spectrale (µm) | Utilisations primaires                    |
| --------------- | -------------------- | ----------------------------------------- |
| M1              | 0,402-0,422          | Couleur de l'océan Aérosols               |
| M2              | 0,436-0,454          | Couleur de l'océan Aérosols               |
| M3              | 0,478-0,498          | Couleur de l'océan Aérosols               |
| M4              | 0,545-0,565          | Couleur de l'océan Aérosols               |
| I1              | 0,600-0,680          | Imagerie                                  |
| M5              | 0.662-0.682          | Couleur de l'océan Aérosols               |
| M6              | 0,739-0,754          | Correction atmosphérique                  |
| I2              | 0,846-0,885          | NDVI                                      |
| M7              | 0,846-0,885          | Couleur de l'océan Aérosols               |
| M8              | 1.230-1.25           | Taille des particules de nuage            |
| M9              | 1.371-1.386          | Cirrus / Couverture nuageuse              |
| I3              | 1.580-1.640          | Carte binaire de neige                    |
| M10             | 1.580-1.640          | Fraction de neige                         |
| M11             | 2.225-2.275          | Nuages                                    |
| I4              | 3.550-3.930          | Imagerie/nuages                           |
| M12             | 3.660-3.840          | Température de la surface de la mer (SST) |
| M13             | 3.973-4.128          | SST Feux                                  |
| M14             | 8.400-8.700          | Propriétés du haut des nuages             |
| M15             | 10.263-11.263        | SST                                       |
| I5              | 10.500-12.400        | Imagerie/nuages                           |
| M16             | 11.538-12.488        | SST                                       |